# Fallout: New Vegas
A Fallout: New Vegas egy alapvetően belső nézetű akció-szerepjáték, melynek fejlesztését az Obsidian Entertainment végezte és 2010 októberében jelent meg Microsoft Windows, PlayStation 3, Xbox 360 és Xbox One platformokra. A játék helyszíne a Mojave-sivatag, Las Vegas poszt-apokaliptikus városa és környéke. Bár a sorozatban a Fallout 3 után következik és annak grafikus motorját használja, nem tekinthető folytatásnak, a története ugyanis nem kapcsolódik az előző epizódhoz. A játék az eredeti Fallout részekhez is visszanyúl, ami annak köszönhető, hogy az Obsidian vállalatnál több veterán is dolgozik, akik még a Black Isle Studios berkeiben vettek részt a Fallout és Fallout 2 játékok fejlesztésénél.
A játékos a rejtélyes 6-os számú futár bőrébe bújik, akitől az egyik küldetése során elrabolnak egy titokzatos csomagot, majd megpróbálnak végezni vele. Miután csodával határos módon felépül, mindenképpen meg akarja tudni, ki volt a merénylője, és legfőképpen hogy miért is kellett neki az a csomag. A játékostársadalom és a kritika is alapvetően pozitívan fogadta, noha a sűrűn felbukkanó hibák miatt több kritika érte. Körülbelül 12 millió példányban kelt el, 2011-ben pedig elnyerte a "Legjobb Szerepjáték" díját a Golden Joystick Award-on.
A játék 65 ezer sornyi dialógust tartalmaz, ami akkor az egyjátékos szerepjátékok között rekordnak számított. (Összehasonlításképpen a Fallout 3, ami a játék megjelenéséig a rekordot tartotta, 40 ezer sorral büszkélkedhetett.)

## Játékmenet
Az Obsidian nagy vonalakban meghagyta a játékelemeket, azokat azonban vagy kiegészítette új szisztémákkal, vagy visszahozott néhányat az első két rész tulajdonságai közül. Ezek nagyjából a következőek:
- Bővített animációk a V.A.T.S. módban, főként közelharci fegyverek használata esetén. A legtöbb fegyver esetében jobb klikkel lehetővé vált a pontosabb célzás.
- A harmadik személyű nézet minimális mértékben megváltoztatásra került.
- Ha nem akarjuk, már nem kötelező végigfutni a tutorial küldetéseken, a játékhoz akár azonnal hozzákezdhetünk. A karaktergenerálás is egyszerűbb és gyorsabb lett.
- Szintlépésekkor több perk közül választhatunk, így még változatosabb karaktereket alkothatunk.
- Új fegyverek jelennek meg az előző részekből, mint a 9mm-es pisztoly, a szimpla sörétes puska, dinamitok, robbanószerek, gránátvető, és a karabiner-puska.
- Visszahozták a régi Survival (túlélés) skillt, mely a természetben történő túlélési esélyeinket növeli nagymértékben.
- Új játékmódként jelenik meg a Hardcore mód. Ez a realitásokat maximális mértékben megközelíti: a víz igenis létfontosságú, a lőszereknek súlya van, gyógyulni sem olyan egyszerű, a törések meggyógyítása pedig képzettségigényes. Aludni is kell bizonyos időnként, a csapattársaink pedig meghalhatnak.
- A beszélgetések során a véletlennek már nincs ráhatása a meggyőzőerőnkre, az kizárólag az adott képzettségünkön múlik. Magazinok olvasásával képességeinket ideiglenesen megnövelhetjük.
- Visszatérnek a sokak által hiányolt szerrencsejátékok.
- A második rész egyik legnagyobb erénye, a hírnév (reputáció) pontok is visszatérnek, mely az egyes frakciókkal való kapcsolatunkat számszerűsíti. Bizonyos tetteinkkel negatív karmát szerezhetünk, ha két, egymást utáló frakció közül az egyiknek segítünk, úgy a másik megorrolhat ránk. Ez odáig vezethet, hogy nem állnak velünk szóba, nem adnak küldetéseket sem, sőt, ha meglátnak, tüzet nyitnak ránk.
- A harmadik részben tervrajzok alapján építhettünk egyedi fegyvereket, de ezek köre elég limitált volt. Ezúttal már az alap fegyverzetet és páncélzatot is módosíthatjuk a megfelelő műhelyasztaloknál, sőt még a lőszereket és a drogokat is. Ehhez megfelelő képzettségre, alkatrészekre, illetve az árusoktól beszerezhető bővítményekre lesz szükségünk.
- Kibővítették a csapattársak irányíthatóságát. Immár többen is lehetnek, és az új kezelőfelület segítségével sokkal szélesebb körű interakció lehetséges velük. Emellett mindegyikük kapott egy speciális képességet, amiben jó.

## Helyszín
204 évvel járunk a Nagy Háború után, 2281-ben. A helyszín a poszt-apokaliptikus Las Vegas és környéke (most New Vegasként ismert), a Mojave-sivatag. A területet csodával határos módon viszonylagos épségben hagyta az atomtámadás, és a sugárzás mértéke is minimális. New Vegas felett a hatalmat számos frakció szeretné megkaparintani. Ott van az Új Kalifornia Köztársaság, akiket a Fallout 2-ből ismerhetünk, ők azonban a gyors terjeszkedés miatt egy kissé szervezetlenebbek, mint korábban. Fő ellenfelük a Római Birodalom mintázatát követő Caesar Légiója, akiknek vezetője Caesar, aki 86 törzset egyesítve kíván New Vegas ura lenni. Három évvel a történetünk kezdete előtt a két hatalom már összecsapott a Hoover-gátnál, melyet mindkét fél szeretne megkaparintani, hiszen az erőműve felel New Vegas energiaellátásáért. Mivel a következő összecsapás egyre közelebbinek tűnik, New Vegas rejtélyes ura, Mr. House, a háttérből mozgatva a szálakat azt szeretné elérni, ha egyikük se erősödne meg túlságosan, és robothadseregét felhasználva a térség stabilitásán túlmenően más egyéb tervei is vannak.
Rajtuk kívül számos frakció létezik még: a Boomers (keményen felfegyverzett egykori menedéklakók a Nellis légibázison), a Powder Gangers (szökevényekből alakult bűnbanda), a Great Khans (fosztogatók ősi szövetsége), és az itt elég gyenge befolyással bíró Acél Testvérisége.

## Cselekmény
A játék számos sztorielemben merít a törlésre ítélt korábbi Fallout 3-ból. A főhős egy csomagokat szállító futár, akit útja során megtámadtak. Egy kisstílű bűnöző, Benny (hangja Matthew Perry) elveszi a szállítmányt: egy értékesnek látszó platinazsetont. Ezután fejbelövi hősünket, majd otthagyja.
Hősünk testét egy Victor nevű robot viszi el Goodsprings városába, ahol Mitchell doktor hozza őt helyre. Egyben ez a pont a karaktergenerálásé is. Miután helyrejött, elindul, hogy megkeresse merénylőjét, és megtudja, mire volt jó ez az egész. Hosszú út után végül eljut New Vegasba, ahol Benny bevallja neki: azért lopta el a zsetont, mert az valójában egy adathordozó, s amire szüksége van New Vegas urának, Mr. House-nak. Mr. House csodával határos módon egy eljárásnak köszönhetően a Nagy Háború óta él, és csak azt várta, hogy mikor kerül vissza hozzá a zseton.
Miután főhősünk végre megszerezte az áhított chipet, Benny átprogramozott robotja, a Yes Man elmondja neki, miért is olyan fontos ez a zseton. A rajta lévő adatok segítségével frissíteni lehetne az első generációs robotok szoftverét, s egy megfelelő robothadsereggel New Vegas tényleges urává lehetne válni. Ez azonban sok mindenkinek érdekében állhat, s ezért a játékban szereplő frakciók mindegyike azt szeretné, ha a játékos nekik segítene. Ezért többféle megoldás lehetséges: megölheti Mr. House-t, számítógépébe betöltve Yes Man szoftverét, majd a játékban található kisebb frakciókat összefogva (vagy őket eliminálva) megvédheti a várost. Ugyanekkor háború tör ki az Új Kalifornia Köztársaság és Caesar Légiói közt, amiben szintén részt vehet, s ekkor a Hoover-gátért folyó küzdelem hadviselő feleinek valamelyike mellé kell állnia.

## Kiegészítők
Öt hivatalos DLC jelent meg a játékhoz.
- Dead Money: hősünket foglyul ejti az őrült Elijah atya, aki valamikor az Acél Testvériségének tagja volt. Az ő parancsára kell három másik fogollyal együtt megkeresnünk a külvilág elől mindeddig elzárt Sierra Madre kaszinóban a legendás kincset. (2011. február 22.)
- Honest Hearts: egy kis kitérőt teszünk Utah államba, a Zion Nemzeti Parkba, ahonnan a helyi törzsek háborúskodása miatt egyelőre nem tudunk visszajönni. Két nagy hatalom: az újkánaániták (posztapokaliptikus mormonok) és a Megégett Ember csapatai próbálja megszerezni a hatalmat a térségben (2011. június 2.) Érdekesség, hogy a Megégett Ember már a Van Buren-kódnevű eredeti Fallout 3-ban is szerepet kapott volna, onnan mentették őt át ide.
- Old World Blues: hősünket elrabolják, és egy különös tudományos bázison próbálnak kísérletezni vele, ahol az is kiderül, hogy bizonyos sivatagi mutáns lények hogyan is keletkeztek. Választhatja azt is, hogy megöli fogvatartóit, de egy még náluk is nagyobb veszedelem ellenében szövetkezhet is velük. (2011. július 19.)
- Lonesome Road: hősünk egy Ulysses nevű fickóval kerül konfliktusba, aki az eredeti futár lett volna, aki a zsetont szállította volna – de végül ő maga mondott nemet, és így megmentette az életét. (2011. szeptember 20.)
- Gun Runners Arsenal és Courier's Stash: előbbi új fegyvereket és módosításokat hoz a játékba, az utóbbi pedig az előrendelők számára járó különféle bónuszokat teszi megvásárolhatóvá mindenki számára. (2011. szeptember 27.)

2012 februárjában Ultimate Edition címen jelent meg a játék, benne az összes eddigi kiegészítővel.
2011. december 29-én az egyik fejlesztő, J.E. Sawyer közzétette saját készítésű MOD-ját, melynek hatására a maximális szint 35-re emelkedik, de a szerzett tapasztalati pontok száma megfeleződik, az életerő és a teherbírás csökken, egyes karakterek pedig semleges helyett jóvá vagy rosszá válnak. Ez egy nemhivatalos MOD, mert Sawyer saját vízióit tartalmazza, amelyek végül alkotói viták után nem kerültek be a játékba. Működéséhez a Mod Manager és az összes kiegészítő szükséges.